# Elice
Elice est une commune italienne d'environ 1 700 habitants, située dans la province de Pescara, dans la région Abruzzes, en Italie méridionale.

## Culture
Tous les ans se déroule une grande fête médiévale "La Notte nell'Ilex" du 6 au 13 aout.

## Administration
| Période                                  | Période  | Identité        | Étiquette       | Qualité |
| ---------------------------------------- | -------- | --------------- | --------------- | ------- |
| 5 avril 2005                             | En cours | Giuseppe Tafuri | Lista Tricolore |         |
| Les données manquantes sont à compléter. |          |                 |                 |         |

### Hameaux
Castellano, Colle d'Odio, Collina, Madonna degli Angeli, Quattro Strade, Sant'Agnello

### Communes limitrophes
Atri (TE), Castilenti (TE), Città Sant'Angelo, Collecorvino, Penne, Picciano